# Jazzpreis
Als Jazzpreis wird eine Auszeichnung für außergewöhnliche Leistungen auf dem Gebiet der Jazzmusik oder ein Förderpreis zur Entwicklung jüngerer Jazz-Musiker bezeichnet.

## Übersicht
Beim Grammy Award gibt es eine Sparte für Jazz. Auch der deutsche Industriepreis Echo hatte bis 2009 eine Sparte für Jazz; zwischen 2010 und 2018 wurde ein eigener ECHO Jazz verliehen. Der 2021 begründete Deutsche Jazzpreis versucht nach Ansicht des NDR, an seine Stelle zu treten.  Am begehrtesten sind im Jazz die Critics Polls und Readers Polls des Magazins Down Beat, die auch nach Instrumenten aufgespalten sind.
Der bis 2004 jährlich in Dänemark vergebene internationale Jazzpar-Preis war mit seiner Preissumme von 200.000 Dk, den zahlreichen Konzerten und den eingeschlossenen CD-Produktionen der bedeutendste Jazzpreis. Die höchste offizielle Auszeichnung im „Mutterland“ des Jazz ist der Jazz Master der US-Kunststiftung.
Einige große europäische Jazzpreise sind nach Berühmtheiten der Jazzmusik benannt – z. B. in Österreich nach Hans Koller, in Deutschland nach Albert Mangelsdorff, in den Niederlanden nach Boy Edgar und Charlie Parker (Bird Award), in Frankreich den Prix Django Reinhardt und nach Martial Solal sowie nach Bobby Jaspar und Boris Vian benannte Preise der Académie de Jazz. Den gleichfalls nach Django Reinhardt benannten Django d’Or gibt es mittlerweile für Frankreich, Belgien, Dänemark, Italien und Schweden.
In den deutschsprachigen Ländern werden Musikpreise für den Jazzbereich häufig von Gebietskörperschaften (Staat, Bundesland, einzelnen Städten) oder von Rundfunksendern ausgelobt, einige auch von Jazz-Vereinigungen oder im Rahmen spezieller Festivals. Einige Preise wurden auch von Einzelpersonen gestiftet (etwa von Nürnberger Verleger Bruno Schnell der Internationaler Jazzpreis der Nürnberger Nachrichten). Meist sind sie mit Preisgeldern von 5.000 bis 15.000 Euro dotiert.

## Bekannte Preise im deutschen Sprachraum
- Deutscher Jazzpreis, in 31 Kategorien (jährlich geplant)
- Albert-Mangelsdorff-Preis (zweijährliche Verleihung) der Union Deutscher Jazzmusiker. Er wurde 1994 zu Ehren Albert Mangelsdorffs gestiftet.
- Österreichischer Hans-Koller-Preis, zweijährlich in mittlerweile 5 Kategorien. Er wurde 1996 vom österreichischen Bundeskanzleramt und weiteren Sponsoren gestiftet und bis 2009 vergeben.
- Hessischer Jazzpreis, jährlich seit 1991
- Jazzpreis des Landes Baden-Württemberg (abgekürzt auch „Jazzpreis BW“),
- WDR-Jazzpreis, jährlich seit 2004
- SWR-Jazzpreis, jährlich, gestiftet 1980 vom Südwestfunk (SWF) und dem Bundesland Rheinland-Pfalz
- Jazzahead-Skoda-Preis
- Neuer Deutscher Jazzpreis Mannheim, seit 2006 jährlich
- Jazzpreis Berlin, seit 2017
- ZKB Jazzpreis in der Schweiz

Das gemeinnützige Deutsche Musikinformationszentrum (miz.org) führt eine umfangreiche Liste mit Jazzpreisen. Die Musikindustrie verlieh zwischen 2010 und 2017 den Echo Jazz.

## Internationale Preise aus Deutschland und Österreich
- European Jazz Prize, seit 2001 (gestiftet von Österreich und Bank Austria)
- Internationaler Jazzpreis der Nürnberger Nachrichten, gestiftet 1999 vom Verleger Bruno Schnell. Er wird alle zwei Jahre in Verbindung mit einem Auftritt der/des Sieger/s beim Jazzfestival Jazz Ost-West bzw. Stimmenfang vergeben
- German Jazz Trophy (seit 2001)
- Europäischer Burghauser Nachwuchs-Jazzpreis (ab 2009)

## Kleinere und spezielle Preise im deutschen Sprachraum
- Bayerischer Jazzpreis seit 2003
- Biberacher Jazzpreis (seit 1990)
- Jazzpreis des Landes Rheinland-Pfalz
- Jazzpreis der Stadt Worms, gestiftet ca. 2002 von Florian Gerster
- Skoda-Jazzpreis für Bigbands, seit 2001
- Bingen swingt-Wettbewerb (ab 2006 Winning-Jazz-Wettbewerb für Modern Jazz; mittlerweile eingestellt)
- Jazzpreis Ostwürttemberg
- Hamburger Jazzpreis
- Louis-Armstrong-Gedächtnis-Preis
- Preisträger des Jazzfestival Pinneberg
- Waldi-Heidepriem-Preis in Freiburg im Breisgau
- BuJazzO-Preis, „Jutta-Hipp-Preis“, „Arithmeum-Preis“ und „Ostsee-Jazz-Preis“ im Rahmen des Musikwettbewerbs „Jugend jazzt“.
- Jazz & Blues Award Berlin seit 2001
- Förderpreis der Stadt St. Ingbert

## USA
- Grammy Awards im Bereich Jazz
- Down Beat Poll Winners
- Awards der Jazz Journalists Association
- Thelonious-Monk-Wettbewerb
- NEA Jazz Masters Fellowship
- American Jazz Hall of Fame
- Big Band and Jazz Hall of Fame
- Metronome Reader Polls (nicht mehr vergeben)

## Skandinavien
- Gyllene Skivan
- Buddyprisen
- Ben Webster Prize
- Django d’Or (Schweden)
- Django d’Or (Dänemark)

## Benelux
- Bird Award
- Boy-Edgar-Preis
- Edison Jazz Award
- Django d’Or (Belgien)

## Frankreich
- Prix Bobby Jaspar
- Prix Boris Vian
- Prix Django Reinhardt
- Jazz à Juan Nachwuchspreis (Revelations)
- Django d’Or (Frankreich)
- SACEM Preise
- Les Victoires du Jazz

## Europa sonst
- British Jazz Awards
- MOBO Awards
- Django d’Or (Italien)
- Eurodjango

## Sonst International
- Jazzpar-Preis (nicht mehr verliehen)
- International Academy of Jazz Hall of Fame